# Chilodes nigromaculata
Chilodes nigromaculata är en fjärilsart som beskrevs av Schmidt 1858. Chilodes nigromaculata ingår i släktet Chilodes och familjen nattflyn. Inga underarter finns listade i Catalogue of Life.